# Cấp bậc quân sự Lực lượng Vũ trang Liên Xô
Cấp bậc quân đội của Liên bang Xô viết là hệ thống quân hàm được sử dụng trong quân đội Hồng quân Công nông và Quân đội Liên bang Xô viết từ năm 1935 đến 1992.

## Lịch sử hình thành

### Trước 1935
Sau Cách mạng Tháng Mười Nga năm 1917, Liên bang cộng hòa xã hội chủ nghĩa Xô viết Nga ra đời. Quân đội (khi đó gọi là Hồng quân công nông) chưa được quy định cấp bậc hàm sau khi bãi bỏ hệ thống cấp bậc cũ của Đế quốc Nga. Những người Bolshevik cho rằng hệ thống quân hàm là một di sản của sự phân cấp bất bình đẳng, vì vậy họ không dùng danh từ ngài sĩ quan (офицер) và thay bằng danh từ đồng chí chỉ huy (товарищ Командир). Một hệ thống cấp bậc bán chính thức được sử dụng để tạm thay thế cho hệ thống quân hàm, bằng cách gọi tắt chức vụ mà quân nhân đó nắm giữ. Chẳng hạn, комкор được gọi tắt từ Командир корпуса dùng để chỉ quân nhân giữ chức vụ Quân đoàn trưởng hoặc tương đương.
Năm 1924, một hệ thống phân hạng quân sự được áp dụng, phân thành 14 bậc từ K-1 (thấp nhất) cho đến K-14 (cao nhất). Hệ thống này còn áp dụng cho cả các cán bộ công tác trong quân đội tương đương ngạch sĩ quan, bao gồm Cán bộ Chính trị, Kỹ thuật, Hậu cần, Quân y và các lực lượng vũ trang khác. Tuy nhiên, không có bất kỳ quy định nào về kiểu dáng phù hiệu phân biệt cho hệ thống phân hạng trên.
Trong thời kỳ này, danh xưng Tổng tư lệnh (ГладКом) được dùng cho một số chỉ huy cao cấp, nhưng không được xếp vào bảng phân hạng.
| Phân hạng  | Hồng quân và Không quân                            | Hải quân                                         | Cán bộ Chính trị                                             |
| ---------- | -------------------------------------------------- | ------------------------------------------------ | ------------------------------------------------------------ |
| Ngoại hạng | Tổng tư lệnh (ГладКом)                             | Tổng tư lệnh (ГладКом)                           | Tổng tư lệnh (ГладКом)                                       |
| K-14       | Tư lệnh Tập đoàn quân bậc 1 (командарм 1-го ранга) | Tư lệnh Hạm đội bậc 1 (флагман флота 1-го ранга) | Chính ủy Tập đoàn quân bậc 1 (армейский комиссар 1-го ранга) |
| K-13       | Tư lệnh Tập đoàn quân bậc 2 (командарм 2-го ранга) | Tư lệnh Hạm đội bậc 2 (флагман флота 2-го ранга) | Chính ủy Tập đoàn quân bậc 2 (армейский комиссар 2-го ранга) |
| K-12       | Quân đoàn trưởng (комкор)                          | Hải đoàn trưởng bậc 1 (флагман 1-го ранга)       | Chính ủy Quân đoàn (корпусный комиссар)                      |
| K-11       | Sư đoàn trưởng (комдив)                            | Hải đoàn trưởng bậc 2 (флагман 2-го ранга)       | Chính ủy Sư đoàn (дивизионный комиссар)                      |
| K-10       | Lữ đoàn trưởng (комбриг)                           | Thuyền trưởng bậc 1 (капитан 1-го ранга)         | Chính ủy Lữ đoàn (бригадный комиссар)                        |
| K-9        | Trung đoàn trưởng (полковник)                      | Thuyền trưởng bậc 2 (капитан 2-го ранга)         | Chính ủy Trung đoàn (полковой комиссар)                      |
| K-8        | Tiểu đoàn trưởng (комбат)                          | Thuyền trưởng bậc 3 (капитан 3-го ранга)         | Chính ủy Tiểu đoàn (батальонный комиссар)                    |
| K-7        | Đại đội trưởng (капитан)                           | Phó thuyền trưởng (капитан-лейтенант)            | Chính trị viên cao cấp (старший политрук)                    |
| K-6        | Trợ lý cao cấp (старший лейтенант)                 | Thuyền phó cao cấp (старший лейтенант)           | Chính trị viên (политрук)                                    |
| K-5        | Trợ lý (лейтенант)                                 | Thuyền phó (лейтенант)                           |                                                              |
| K-4        | Tiểu đội trưởng (старшина)                         | Tiểu đội trưởng (старшина)                       |                                                              |
| K-3        | Phụ tá Tiểu đội (Младший комвзвод)                 |                                                  |                                                              |
| K-2        | Phân đội trưởng (Отделённый командир)              | Phân đội trưởng (Отделённый командир)            |                                                              |
| K-1        | Binh sĩ (Красноармеец)                             | Thủy thủ (Краснофлотец)                          |                                                              |

### Giai đoạn 1935-1940

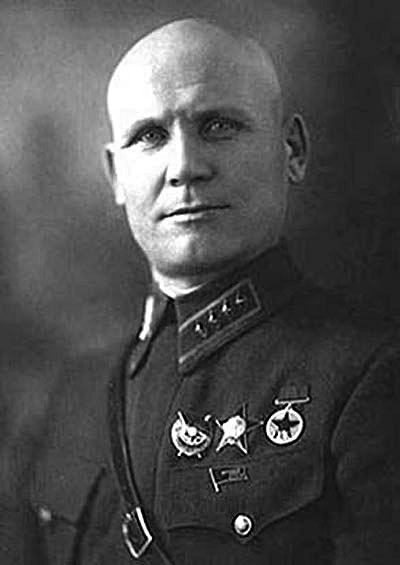
I. S. Konev với phù hiệu cấp bậc Tư lệnh Tập đoàn quân bậc 2 năm 1940

Năm 1935, do yêu cầu chính quy quân đội và tổ chức khoa học, một hệ thống cấp bậc chính thức được đặt ra, đồng thời cũng lần đầu tiên quy định phù hiệu cấp bậc cho các quân nhân và cán bộ chính trị. Về cơ bản, đây là quy định về chi tiết các dấu hiệu cấp bậc trên cơ sở các danh xưng trong hệ thống phân hạng năm 1924. Tuy vậy, hệ thống phân bậc này cũng đánh dấu một bước cải tiến lớn so với hệ thống cấp bậc thời Đế quốc Nga, vốn khá rối rắm và không thống nhất, bằng cách thu gọn và chuẩn hóa hệ thống các cấp bậc giữa các quân binh chủng khác nhau. Tuy vậy, các bậc quân nhân tương đương cấp tướng vẫn duy trì các danh xưng căn cứ vào chức vụ để đặt tên gọi cấp bậc , khác với thông lệ của nhiều nước. Bên cạnh đó, hệ thống cấp bậc ở các binh chủng kỹ thuật cũng được quy định rõ hơn thời Đế quốc Nga.
Trong thời gian 5 năm, một số cấp bậc mới được đặt ra. Tháng 9 năm 1935, cấp bậc Nguyên soái Liên Xô (Маршал Советского Союза) được đặt ra để "tôn vinh các Cán bộ quân sự của Dân ủy và các chỉ huy xuất sắc nhất". Cấp bậc комбат cũng được đổi thành майор, từ đó chỉ có các quân nhân tương đương cấp bậc tướng mới có cấp bậc có tiền tố ком đứng đầu. Tháng 8 năm 1937, đặt thêm cấp bậc Trợ lý Sơ cấp (Младший лейтенант) và cấp bậc Chính trị viên sơ cấp (Младший политрук). Tháng 9 năm 1939, tiếp tục đặt thêm cấp bậc Phụ tá Trung đoàn trưởng (Подполковник) và cấp bậc Chính ủy Tiểu đoàn cao cấp (Старший батальонный комиссар).
Hệ thống này tồn tại đến năm 1940, bao gồm 17 cấp.
Xem: Bảng cấp bậc hàm quân đội Xô viết 1935-1940

### Giai đoạn 1940-1943

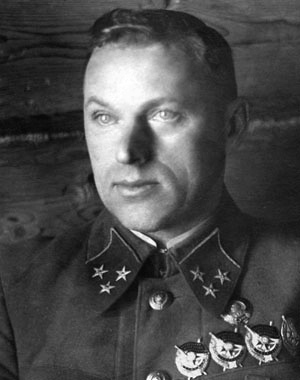
K.K.Rokossovsky với quân hàm trung tướng, năm 1941

Sau khi "Hiệp ước không xâm phạm lẫn nhau" được ký kết giữa Molotov, Bộ trưởng dân ủy ngoại giao Liên Xô và Ribeltroff, Bộ trưởng ngoại giao của Đệ tam đế chế Đức. Quân đội Xô Viết tiếp tục cải tổ về tổ chức để đối phó với cuộc chiến sắp diễn ra. Một loạt các tướng lĩnh "có vấn đề" bị giam cầm trong thời kỳ thanh trừng 1935-1938 được tha và đảm nhận ngay những vị trí chỉ huy vốn có của họ. Trong số này có các tướng: K. K. Rokossovsky, R. Ya. Malinovsky.
Hệ thống quân hàm cũng được sửa đổi. Về cơ bản vẫn giữ thang bậc như quy định năm 1935 nhưng thay đổi tên gọi: Bậc 1 nay được gọi là bậc trưởng, bậc 2 trở thành không có tên bậc kèm theo; đặt thêm các cấp tướng. Đối với lục quân và không quân đặt thêm các cấp bậc/chức vụ trung đội trưởng và cấp bậc/chức vụ phó từ đại đội đến tiểu đội; bỏ các cấp bậc/chức vụ trợ lý, trợ lý cao cấp, phụ tá và phân đội trưởng. Đối với ngành chính trị trong quân đội, đổi cấp bậc/chức vụ chính trị viên cao cấp thành chính trị viên bậc trưởng. Đối với hải quân, đổi cấp bậc/chức vụ thuyền trưởng bậc 1 thành Hải đội trưởng bậc 1, đổi thuyền trưởng bậc 2 thành Hải đội trưởng bậc 2, đổi thuyền trưởng bậc 3 thành thuyền trưởng bậc 1, đổi phó thuyền trưởng thành thuyền trưởng bậc 2, bỏ chức vụ thuyền phó cao cấp, thêm chức vụ thủy thủ trưởng (như Trung đội trưởng). Đến năm 1940 tất cả chính ủy tập đoàn quân bậc 1 và bậc 2 đều được nhận quân hàm Thượng tướng và Trung tướng (Mekhơlich, Bulganin, Giôđanov...). Trong ngành chính trị của quân đội Xô viết chỉ còn chính ủy quân đoàn trở xuống giữ cấp bậc/chức vụ theo bảng cấp hàm năm 1935.
Hệ thống cấp hiệu quân đội Liên Xô từ năm 1940 đến năm 1943
| Số thứ tự | Cấp bậc/chúc vụ                                             | Mô tả cấp hiệu | Phù hiệu kèm theo | Hình hiệu |
| --------- | ----------------------------------------------------------- | --- | --- | --------- |
| 1         | Nguyên soái                                                 | Gồm một đôi cấp hiệu hình thoi, đeo trên 2 cổ áo hai bên (cổ bẻ không hở), bằng dạ màu đỏ, viền kim tuyến, có một ngôi sao nổi lớn bằng kim loại màu vàng ở giữa | Trên cổ tay áo bên phải có một ngôi sao nổi lớn theo bằng kim tuyến màu vàng.                                                       |           |
| 2         | Đại tướng                                                   | Gồm một đôi cấp hiệu hình thoi, đeo trên 2 cổ áo hai bên (cổ bẻ không hở), bằng dạ màu đỏ, viền kim tuyến, có 5 ngôi sao vàng, bốn ngôi ở bốn góc, một ngôi ở giữa | Trên tay áo bên phải có 4 hình chữ V lớn thêu bằng chỉ màu vàng và một ngôi sao nổi bằng vải dạ màu đỏ viền vàng.                   |           |
| 3         | Thượng tướng                                                | Gồm một đôi cấp hiệu hình thoi, đeo trên 2 cổ áo hai bên (cổ bẻ không hở), bằng dạ màu đỏ, viền kim tuyến, có 4 ngôi sao vàng, ba ngôi ở ba góc trái, phải và dưới, một ngôi ở giữa. | Trên tay áo bên phải có 3 hình chữ V lớn thêu bằng chỉ màu vàng và một ngôi sao nổi bằng vải dạ màu đỏ viền vàng.                   |           |
| 4         | Trung tướng                                                 | Gồm một đôi cấp hiệu hình thoi, đeo trên 2 cổ áo hai bên (cổ bẻ không hở), bằng dạ màu đỏ, viền kim tuyến, có 3 ngôi sao vàng ở bốn góc trái, phải và dưới. | Trên tay áo bên phải có 2 hình chữ V lớn thêu bằng chỉ màu vàng và một ngôi sao nổi bằng vải dạ màu đỏ viền vàng.                   |           |
| 5         | Thiếu tướng và chính ủy quân đoàn bậc trưởng                | Gồm một đôi cấp hiệu hình thoi, đeo trên 2 cổ áo hai bên (cổ bẻ không hở), bằng dạ màu đỏ, viền kim tuyến, có 2 ngôi sao vàng ở hai góc trái và phải. | Trên tay áo bên phải có 1 hình chữ V lớn thêu bằng chỉ màu vàng và một ngôi sao nổi bằng vải dạ màu đỏ viền vàng.                   |           |
| 6         | Tư lệnh tập đoàn quân bậc 1 và chính ủy tập đoàn quân bậc 1 | Gồm một đôi cấp hiệu hình thoi, đeo trên 2 cổ áo hai bên (cổ bẻ không hở), bằng dạ màu đỏ (lục quân), màu xanh da trời (không quân), màu đen (xe tăng), màu xám (pháo binh), màu xanh lá cây (biên phòng), có 1 ngôi sao vàng ở bên trá/phải.                                                | Trên tay áo bên phải có 1 ngôi sao năm cánh lớn thêu bằng chỉ màu vàng.                                                             |           |
| 7         | Tư lệnh tập đoàn quân bậc 2 và chính ủy tập đoàn quân bậc 2 | Gồm một đôi cấp hiệu hình thoi, đeo trên 2 cổ áo hai bên (cổ bẻ không hở), bằng dạ màu đỏ (lục quân), màu xanh da trời (không quân), màu đen (xe tăng), màu xám (pháo binh), màu xanh lá cây (biên phòng).                                                                                   | Trên tay áo bên phải có 1 chữ V lớn thêu bằng chỉ màu vàng.                                                                         |           |
| 8         | Tư lệnh quân đoàn và chính ủy quân đoàn                     | Gồm một đôi cấp hiệu hình bình hành, đeo trên 2 cổ áo hai bên (cổ bẻ không hở), bằng dạ màu đỏ (lục quân), màu xanh da trời (không quân), màu đen (xe tăng), màu xám (pháo binh), màu xanh lá cây (biên phòng).                                                                              | Trên tay áo bên phải có 1 hình chữ V lớn thêu bằng chỉ màu vàng.                                                                    |           |
| 9         | Sư đoàn trưởng và chính ủy sư đoàn bậc trưởng               | Gồm một đôi cấp hiệu hình bình hành, đeo trên 2 cổ áo hai bên (cổ bẻ không hở), bằng dạ màu đỏ (lục quân, của các quân binh chủng khác xem 6:2), viền chỉ vàng, có 4 hình thoi nổi múi xếp lần lượt từ ngoài vào trong. Hình thoi của Sư đoàn trưởng màu đen, hình thoi của chính ủy màu đỏ. | Trên tay áo bên phải của sư đoàn trưởng có 4 hình chữ V nhỏ thêu bằng chỉ màu vàng, của chính ủy có một ngôi sao bằng dạ màu đỏ.    |           |
| 10        | Đại tá                                                      | Gồm một đôi cấp hiệu hình bình hành, đeo trên 2 cổ áo hai bên (cổ bẻ không hở), bằng dạ màu đỏ (lục quân, của các quân binh chủng khác xem 6:2), viền chỉ vàng, có 4 hình chữ nhật nổi múi xếp lần lượt từ ngoài vào trong, của Đại tá màu đen, của chính ủy màu đỏ.                         | Trên tay áo bên phải của đại tá bậc 1 có 3 hình chữ V nhỏ thêu bằng chỉ màu vàng, của chính ủy có một ngôi sao bằng dạ màu đỏ.      |           |
| 11        | Trung tá                                                    | Gồm một đôi cấp hiệu hình bình hành, đeo trên 2 cổ áo hai bên (cổ bẻ không hở), bằng dạ màu đỏ (lục quân, của các quân binh chủng khác xem 6:2), viền chỉ vàng, có 3 hình chữ nhật nổi múi xếp lần lượt từ ngoài vào trong. của Trung tá màu đen, của chính ủy màu đỏ.                       | Trên tay áo bên phải của Đại tá bậc 2 có 2 hình chữ V nhỏ thêu bằng chỉ màu vàng, của chính ủy có một ngôi sao bằng dạ màu đỏ.      |           |
| 12        | Thiếu tá.                                                   | Gồm một đôi cấp hiệu hình bình hành, đeo trên 2 cổ áo hai bên (cổ bẻ không hở), bằng dạ màu đỏ (lục quân, của các quân binh chủng khác xem 6:2), viền chỉ vàng, có 2 hình chữ nhật nổi múi xếp lần lượt từ ngoài vào trong, của Thiếu tá màu đen, của chính ủy màu đỏ.                       | Trên tay áo bên phải của trung đoàn trưởng có 1 hình chữ V nhỏ thêu bằng chỉ màu vàng, của chính ủy có một ngôi sao bằng dạ màu đỏ. |           |
| 13        | Đại úy                                                      | Gồm một đôi cấp hiệu hình bình hành, đeo trên 2 cổ áo hai bên (cổ bẻ không hở), bằng dạ màu đỏ (lục quân, của các quân binh chủng khác xem 6:2), viền chỉ vàng, có 1 hình chữ nhật nổi múi xếp ở giữa, của Đại úy màu đen, của Chính trị viên màu đỏ.                                        | Không có phú hiệu kèm theo trên tay áo.                                                                                             |           |
| 14        | Thượng úy                                                   | Gồm một đôi cấp hiệu hình bình hành, đeo trên 2 cổ áo hai bên (cổ bẻ không hở), bằng dạ màu đỏ (lục quân, của các quân binh chủng khác xem 6:2), viền chỉ xanh, có 3 hình vuông xếp lần lượt từ ngoài vào trong.                                                                             | Không có phù hiệu kèm theo trên tay áo.                                                                                             |           |
| 15        | Trung úy                                                    | Gồm một đôi cấp hiệu hình bình hành, đeo trên 2 cổ áo hai bên (cổ bẻ không hở), bằng dạ màu đỏ (lục quân, của các quân binh chủng khác xem 6:2), viền chỉ xanh, có 2 hình vuông xếp lần lượt từ ngoài vào trong.                                                                             | Không có phù hiệu kèm theo trên tay áo.                                                                                             |           |
| 16        | Thiếu úy                                                    | Gồm một đôi cấp hiệu hình bình hành, đeo trên 2 cổ áo hai bên (cổ bẻ không hở), bằng dạ màu đỏ (lục quân, của các quân binh chủng khác xem 6:2), viền chỉ xanh, có 1 hình vuông xếp lần lượt từ ngoài vào trong.                                                                             | Không có phù hiệu kèm theo trên tay áo.                                                                                             |           |
| 17        | Chuẩn úy                                                    | Gồm một đôi cấp hiệu hình bình hành, đeo trên 2 cổ áo hai bên (cổ bẻ không hở), bằng dạ màu đỏ (lục quân, của các quân binh chủng khác xem 6:2), viền chỉ xanh, có 4 hình tam giác xếp từ ngoài vào trong.                                                                                   | Không có phù hiệu kèm theo trên tay áo.                                                                                             |           |
| 18        | Thượng sĩ                                                   | Gồm một đôi cấp hiệu hình bình hành, đeo trên 2 cổ áo hai bên (cổ bẻ không hở), bằng dạ màu đỏ (lục quân, của các quân binh chủng khác xem 6:2), viền chỉ xanh, có 3 hình tam giác xếp lần lượt từ ngoài vào trong.                                                                          | Không có phù hiệu kèm theo trên tay áo.                                                                                             |           |
| 19        | Trung sĩ                                                    | Gồm một đôi cấp hiệu hình bình hành, đeo trên 2 cổ áo hai bên (cổ bẻ không hở), bằng dạ màu đỏ (lục quân, của các quân binh chủng khác xem 6:2), viền chỉ xanh, có 2 hình tam giác xếp ở giữa.                                                                                               | Không có phù hiệu kèm theo trên tay áo.                                                                                             |           |
| 20        | hạ sĩ                                                       | Gồm một đôi cấp hiệu hình bình hành, đeo trên 2 cổ áo hai bên (cổ bẻ không hở), bằng dạ màu đỏ (lục quân, của các quân binh chủng khác xem 6:2), viền chỉ xanh, có 1 hình tam giác xếp ở giữa.                                                                                               | Không có phù hiệu kèm theo trên tay áo.                                                                                             |           |
| 21        | Binh sĩ                                                     | Gồm một đôi cấp hiệu hình bình hành, đeo trên 2 cổ áo hai bên (cổ bẻ không hở), bằng dạ màu đỏ (lục quân, của các quân binh chủng khác xem 6:2), viền chỉ xanh. | Không có phù hiệu kèm theo trên tay áo.                                                                                             |           |

### Giai đoạn 1943-1981
Sau Chiến thắng Stalingrad ngày 2/2/1943. Xô Viết tối cao Liên Xô ra sắc lệnh về hệ thống cấp bậc hàm mới. Về hình thức tương tự như hệ thống cấp bậc hàm của Nga Hoàng, nhưng không có cấp bậc thượng tá, được áp dụng đến sau chiến tranh. Đến năm 1981, Xô viết tối cao sửa đổi hệ thống cấp bậc hàm, giảm bớt các loại cấp hiệu, phù hiệu dùng cho lễ phục các loại, chỉ sử dụng thống nhất một loại cấp hiệu cho tất cả các loại quân phục. Khác với hẹ thống cấp hiệu từ 1935 đến 1940 và từ 1940 đến 1942, hệ thống cấp hiệu 1943 chỉ có loại sử dụng trên cầu vai, được gắn vào quân phục bằng cúc hoặc bật vai, không có loại sử dụng gắn trên cổ áo đứng. Khi dùng lễ phục, cổ bẻ được gắn phù hiệu, không gắn cấp hiệu. Hệ thống cấp bậc hàm của nước Nga hiện nay, một số nước thuộc Liên bang Xô viết trước đây và một số nước khác hiện nay (Trung Quốc, Bulgari, Mông Cổ, Lào, Cuba và Công an nhân dân Việt Nam) tương đối giống về hình thức với hệ thống cấp bậc hàm của quân đội Xô Viết từ năm 1943 đến năm 1981. Các sĩ quan cấp tướng trở lên khi về hưu được cấp một bộ lễ phục thiết kế riêng với phù hiệu may liền vào cổ áo (cổ bẻ) và một đôi cấp hiệu đeo ở cầu vai.
Xem: Bảng cấp bậc hàm quân đội Xô viết 1943-1981

### Giai đoạn 1982-1991
Bảng hệ thống cấp bậc hàm này được áp dụng trong Quân đội Liên bang cộng hòa xã hội chủ nghĩa Xô Viết (Liên Xô), từ năm 1982 đến năm 1991.
| Loại/hạng                                     | Cấp hàm của các lực lượng vũ trang Xô viết | Cấp hàm của Không lực, Pháo binh, Tăng-Thiết giáp, Thông tin và Năng lượng, Quân y, Quân pháp, đặc nhiệm và phục vụ kĩ thuật khác                    | Cấp hàm của Hải quân Xô Viết (gồm cả thủy quân lục chiến)                                                                                       |
| --------------------------------------------- | --- | --- | --- |
| Chỉ huy tối cao                               | Tổng tư lệnh tối cao (tiếng Nga: Генерали́ссимус Сове́тского Сою́за)Trong quân đội Xô viết có chức vụ này nhưng chưa bao giờ có cấp hàm tương ứng) | Tổng tư lệnh tối cao (tiếng Nga: Генерали́ссимус Сове́тского Сою́за)Trong quân đội Xô viết có chức vụ này nhưng chưa bao giờ có cấp hàm tương ứng)      | Tổng tư lệnh tối cao (tiếng Nga: Генерали́ссимус Сове́тского Сою́за)Trong quân đội Xô viết có chức vụ này nhưng chưa bao giờ có cấp hàm tương ứng) |
| Sĩ quan cao cấp hoặc Sĩ quan cấp tướng soái   | Nguyên soái Liên Xô (Ма́ршал Совéтского Сою́за)                                                                                                   | Nguyên soái tư lệnh Không quân Xô viết (Гла́вный Ма́ршал Авиа́ции Совéтского Сою́за) Nguyên soái tư lệnh các quân/binh chủng (Гла́вный Ма́ршал ро́да во́йск) | Đô đốc Hải quân Liên Xô (Адмира́л Фло́та Совéтского Сою́за)                                                                                        |
| Sĩ quan cao cấp hoặc Sĩ quan cấp tướng soái   | | | |
| Sĩ quan cao cấp hoặc Sĩ quan cấp tướng soái   | Đại tướng (Генера́л а́рмии) Trước 1974 Đại tướng (Генера́л а́рмии) Sau 1974                                                                         | Nguyên soái Không quân (Ма́ршал авиа́ции) và Nguyên soái hoặc Đại tướng các quân/binh chủng (Ма́ршал или Генера́л ро́да во́йск)                            | Đô đốc hạm đội (адмира́л фло́та) (1943-1955) Đô đốc hạm đội (адмира́л фло́та) (1962-1994)                                                           |
| Sĩ quan cao cấp hoặc Sĩ quan cấp tướng soái   | Thượng tướng (генера́л-полко́вник) | Thượng tướng không quân (генера́л-полко́вник авиа́ции) Thượng tướng của các quân/binh chủng khác (генера́л-полко́вник ро́да во́йск)                         | Đô đốc (адмира́л) |
| Sĩ quan cao cấp hoặc Sĩ quan cấp tướng soái   | Trung tướng (генера́л-лейтена́нт) | Trung tướng không quân (генера́л-лейтена́нт авиа́ции) Trung tướng của các quân/binh chủng khác (генера́л-лейтена́нт ро́да во́йск)                           | Phó đô đốc (ви́це-адмира́л) |
| Sĩ quan cao cấp hoặc Sĩ quan cấp tướng soái   | Thiếu tướng (генера́л-майо́р) | Thiếu tướng không quân (генера́л-майо́р авиа́ции) Thiếu tướng các quân/binh chủng khác (генера́л-майо́р ро́да во́йск)                                       | Chuẩn đô đốc (ко́нтр-адмира́л) |
| Sĩ quan cấp tá hay Sĩ quan trung cáp          | Đại tá (полко́вник) | Đại tá không quân (полко́вник авиа́ции) Đại tá các quân/binh chủng khác (полковник рода войск)                                                         | Hạm trưởng hạng nhất (капита́н 1-го ра́нга) |
| Sĩ quan cấp tá hay Sĩ quan trung cáp          | Trung tá (подполковник) | Trung tá không quân (подполковник авиации) Trung tá các quân/binh chủng khác (подполко́вник ро́да во́йск)                                               | Hạm trưởng hạng nhì (капита́н 2-го р́анга) |
| Sĩ quan cấp tá hay Sĩ quan trung cáp          | Thiếu tá (майор) | Thiếu tá không quân (майо́р авиа́ции) Thiếu tá các quân binh chủng khác (майо́р ро́да во́йск)                                                             | Hạm trưởng hạng ba (капита́н 3-го р́анга) |
| Sĩ quan cấp úy hay Sĩ quan sơ cấp             | Đại úy (капита́н) | Đại úy không quân (капита́н авиа́ции) Đại úy các quân/binh chủng khác (капита́н ро́да во́йск)                                                             | Phó hạm trưởng (капита́н-лейтена́нт) |
| Sĩ quan cấp úy hay Sĩ quan sơ cấp             | Thượng úy (ста́рший лейтена́нт) | Thượng úy không quân (ста́рший лейтена́нт авиа́ции) Thượng úy các quân binh chủng khác (ста́рший лейтена́нт ро́да во́йск)                                   | Thượng úy hải quân (старший лейтенант) |
| Sĩ quan cấp úy hay Sĩ quan sơ cấp             | Trung úy (лейтена́нт) | Trung úy không quân (лейтена́нт авиа́ции) Trung úy các quân/binh chủng khác (лейтена́нт ро́да во́йск)                                                     | Trung úyhải quân (лейтена́нт) |
| Sĩ quan cấp úy hay Sĩ quan sơ cấp             | Thiếu úy (мла́дший лейтена́нт) | Thiếu úy không quân (мла́дший лейтена́нт авиа́ции) Junior Thiếu úy các quân/binh chủng khác (мла́дший лейтена́нт ро́да во́йск)                              | Thiếu úy hải quân 'мла́дший лейтена́нт) |
| Sĩ quan dưới bậc hay còn gọi là chuẩn sĩ quan | Chuẩn úy bậc nhất (tiếng Nga phiên âm la tinh: Senior Praporshchik) (ста́рший пра́порщик)                                                         | Chuẩn úy bậc nhất không quân (ста́рший пра́порщик авиа́ции) Chuẩn úy bậc nhất các quân binh chủng khác (ста́рший пра́порщик ро́да во́йск)                   | Chuẩn úy hải quân bậc nhất (Midshipman) (ста́рший ми́чман)                                                                                        |
| Sĩ quan dưới bậc hay còn gọi là chuẩn sĩ quan | Chuẩn úy (tiếng Nga phiên âm la tinh: Praporshchik) (пра́порщик)                                                                                 | Chuẩn úy không quân (пра́порщик авиа́ции) Chuản úy các quân binh chủng khác (пра́порщик ро́да во́йск)                                                     | Chuẩn úy hải quân (ми́чман) |
| Hạ sĩ quan hay Nhân viên thừa hành bậc dưới   | Thượng sĩ nhất tiếng Nga phiên âm la tinh: Starshina) (старшина́)                                                                                | Thượng sĩ nhất không quân (старшина́ авиа́ции) Thượng sĩ nhất các quân/binh chủng khác (старшина́ ро́да во́йск)                                           | Thủy thủ trưởng phụ trách (гла́вный корабе́льный старшина́)                                                                                        |
| Hạ sĩ quan hay Nhân viên thừa hành bậc dưới   | Thượng sĩ (ста́рший сержа́нт) | Thượng sĩ không quân (ста́рший сержа́нт авиа́ции) Thượng sĩ các quân/binh chủng khác (ста́рший сержа́нт ро́да во́йск)                                       | Thủy thủ trưởng (гла́вный старшина́) |
| Hạ sĩ quan hay Nhân viên thừa hành bậc dưới   | Trung sĩ (сержа́нт) | Trung sĩ không quân (сержа́нт авиа́ции) Trung sĩ các quân/binh chủng khác (сержа́нт ро́да во́йск)                                                         | Hạ sĩ quan hải quân bậc nhất (старшина́ 1-й статьи́)                                                                                              |
| Hạ sĩ quan hay Nhân viên thừa hành bậc dưới   | Hạ sĩ (мла́дший сержа́нт) | Hạ sĩ không quân (мла́дший сержа́нт авиа́ции) hạ sĩ các quân binh chủng khác (мла́дший сержа́нт ро́да во́йск)                                               | Hạ sĩ quan Hải quân bậc nhì (старшина́ 2-й статьи́)                                                                                               |
| Binh sĩ, Thủy thủ, Chiến sĩ không quân        | Binh nhất (ефре́йтор) | Binh nhất không quân (ефре́йтор авиа́ции) Binh nhất các quân/binh chủng khác (ефре́йтор ро́да во́йск)                                                     | Thủy thủ chính thức (ста́рший матро́с) или (ста́рший моря́к)                                                                                        |
| Binh sĩ, Thủy thủ, Chiến sĩ không quân        | Binh nhì hay Chiến sĩ (рядово́й) или (солдáт) | Binh nhì không quân (рядово́й авиа́ции) Binh nhì các quân/binh chủng khác (рядово́й ро́да во́йск)                                                         | Thủy thủ học việc, (матро́с) или (моря́к) |

## Về cấp bậc Đại Nguyên soái Liên bang Xô Viết
Xem thêm Đại Nguyên soái Liên bang Xô Viết

## Về các cấp bậc Tổng nguyên soái Binh chủng, Nguyên soái Binh chủng và Đại tướng Lục quân
Cấp hàm Thống chế được đặt ra từ thời Napoleon, khi đó mỗi thống chế chỉ huy tối đa đến một quân đoàn như Joachim Murat, Ney... Nước Đức thời cận đại cũng có Bismack và Hindenburg được phong cấp hàm này. Cấp hàm Thống chế và Chuẩn Thống chế được Đệ tam đế chế Đức phong cho các tướng soái của Quân đội phát xít. Cả nước Đức thời Hitler chỉ có Goering được phong cấp hàm Thống chế, các sĩ quan khác được phong cấp hàm Chuẩn thống chế nhưng vẫn quen được gọi là Thống chế. Nước Anh thời Chiến tranh thế giới thứ hai cũng có Thống chế Montgomery, nước Mỹ có Thống chế D.W. Eisenhower... Trong quân đội Xô Viết, cấp bậc nguyên soái có thể coi như tương đương với thống chế. Còn các cấp bậc nguyên soái, phụ trách các ngành không lực, pháo binh, Tăng-thiết giáp.v.v... có thể coi như ngang với chuẩn thống chế. Cấp hàm nguyên soái (trưởng ngành) được đặt ra năm 1943, đến năm 1982 thôi áp dụng.

## Giải thích về phiên dịch ngôn ngữ chỉ cấp bậc quân hàm
Việt Nam sử dụng các cụm từ "Hán-Việt" để chỉ cấc cấp bậc quân hàm theo cách gọi từ người Trung Quốc.
Về bậc: Đại = Lớn, Thượng = Cao, Trung = Trung bình, Hạ = Thấp, Thiếu = Nhỏ.
Về cấp: Tướng = Chỉ huy cao cấp, Tá = Chỉ huy trung cấp (như phò tá), Úy = Thừa hành, Sĩ = Sai phái, Binh = Lính (tốt).
Nguồn gốc của các danh từ chỉ cấp bậc quân hàm theo kiểu ngôn ngữ "Hán-Việt" được hình thành từ quân đội của Trung Hoa Dân quốc dưới thời Tôn Trung Sơn; được người Việt Nam chuyển âm/nghĩa Việt và sử dụng phổ thông. Việc dịch nguyên nghĩa tên gọi cấp bậc quân hàm của bất kỳ lực lượng vũ trang nào sang tiếng Việt từ trước đến nay đều sử dụng hệ thống chuyển âm/nghĩa Việt nói trên một cách thông dụng. Do đó, không thể dịch nguyên nghĩa (theo kiểu word by word) các tên gọi cấp bậc quân hàm từ các ngoại ngữ phương Tây sang tiếng Việt một cách trực tiếp được.